# 마샤 스미스
마사 스미스(Martha Smith, 1952년 10월 16일 ~ )는 미국의 배우, 플레이메이트, 모델이다. 미시간 주립 대학교를 다녔으며 프랑스어와 이탈리아어가 유창하다.
미국 오하이오주 클리블랜드에서 태어났다.

## 출연 작품
- 드렁크 스톤드 브릴리언트 데드: 더 스토리 오브 더 네셔널 램푼 (2015년)
- 아벤고 공수군단 (1982년 국산영화)
- 애니멀 하우스의 악동들 (1978년) - 밥스 잔센 역

### 텔레비전
- 미녀 첩보원 (1983-87, Scarecrow and Mrs. King)
- 불타는 서부 - 78년 시리즈 (1978년)
- 우리 생애 나날들 (1965년)